# دوکفه‌ای‌ها
دوکَفه‌ایان یا دوکفه‌ویسان (به انگلیسی: Bivalvia) رده‌ای از جانوران نرم‌تن هستند. این رده را تبرپایان (به انگلیسی: Pelecypoda) نیز نامیده‌اند.
دوکفه‌ایان معمولاً صدف‌های دوتکه‌ای دارند که کمابیش متقارن هستند. این رده دارای ۳۰ هزار گونه است که شامل گوش‌ماهی∗، صدف دوکفه‌ای∗، صدف خوراکی∗ و نرم‌تن‌ها∗ است.
همه دوکفه‌ایان آب‌زی هستند برخی از آنها دریازی‌اند و برخی دیگر در آبهای شیرین زندگی می‌کنند.
دوکفه‌ایان سوهانک ندارند و از راه رد کردن آب از خود و غربال کردن خرده‌ریزه‌های درون آب تغذیه می‌کنند.
برخی از دوکفه‌ایان سطح‌زی∗ هستند یعنی خود را به سطوح گوناگون درون آب می‌چسبانند. این کار را گاه از طریق چسباندن رشته‌هایی به نام رَسَنَک ∗ و گاه از طریق سیمانی‌شدن آلی انجام می‌دهند. برخی دیگر درون‌زی∗ هستند یعنی خود را در شن و ماسه یا دیگر رسوبات دفن می‌کنند. اینگونه از دوکفه‌ای‌ها معمولاً پاهای نیرومند ماسه‌کَن دارند. برخی از دوکفه‌ایان توانایی شنا کردن را دارند.

## دسته‌بندی برپایه دندان لولایی
| زیررده                                | راسته‌ها |  |
| ------------------------------------- | --- |  |
| آراسته‌دندانگان Palaeotaxodonta        | صدف‌های مغزی Nuculoida |  |
| نهان‌دندانگان Cryptodonta              | † پیشاراه‌راه‌صدفان Praecardioida کوتاه‌دست‌سانان Solemyoida |  |
| باله‌ای‌شکلان Pteriomorphia             | عرشه‌دارسانان Arcoida † نهان‌دندانه‌واران Cyrtodontoida صدف‌های سوهان‌دار Limoida سیاه‌صدفان Mytiloida (صدف‌های سیاه واقعی) چروک‌صدف‌سانان Ostreoida (صدف چروک) † پیشاراه‌راه‌صدفان Praecardioida باله‌ای‌سانان Pterioida (صدف مروارید، صدف قلمی) |  |
| باستان‌ناجوردندانگان Palaeoheterodonta | نگارین‌واران Trigonioida (نونگارین Neotrigonia تنها گونه زنده آن است) رودصدف‌سانان Unionoida (صدف‌های سیاه آب شیرین) † صدف‌های بیضوی Modiomorpha                                                                                         |  |
| ناجوردندانگان Heterodonta             | † پیچشی‌صدفان Cycloconchidae † حلقه‌ای‌سانان Hippuritoida † صدف‌های بادبزنی Lyrodesmatidae نرم‌پوستگان Myoida † ردونیدا Redoniidae سفت‌پوستگان Veneroida (صدف راه‌راه، صدف تیغی)                                                            |  |
| صدف‌های شاخک‌دار Anomalodesmata         | گودی‌دارواران Pholadomyoida |  |